# BIG GAME'80 HIDEKI
『BIG GAME '80 HIDEKI』（ビッグ・ゲーム'80 ヒデキ）は、1980年9月5日に発売された西城秀樹のライブ・アルバム（2枚組LP）である。

## 内容
西城秀樹が1980年7月18日に後楽園球場において開催した、第3回コンサート「BIG GAME '80 HIDEKI」の模様が収録されている。

## 収録曲
Record-1 SIDE A
1. アイズ・オブ・ザ・ワールド : Eyes of the World
  - レインボー1979年アルバム『ダウン・トゥ・アース』 (Down to Earth) 収録曲のカヴァー
2. ロスト・イン・ハリウッド : Lost in Hollywood
  - レインボー1979年アルバム『ダウン・トゥ・アース』 (Down to Earth) 収録曲のカヴァー
3. アイランド・ナイツ : Island Nights
  - トニー・シュート(Tony Sciuto)1980年アルバム『Island Nights』よりカヴァー
4. オール・ナイト・ロング : All Night Long
  - レインボー1979年アルバム『ダウン・トゥ・アース』 (Down to Earth) 収録曲のカヴァー
5. 男が女を愛する時　When A Man Loves A Woman

Record-1 SIDE B
1. 待ちくたびれて : I Have Waited So Long
  - フォリナー1978年アルバム『ダブル・ヴィジョン』 (Double Vision) 収録曲のカヴァー
2. ロック・ミュージック : Rock Music
  - ジェファーソン・スターシップ(Jefferson Starship)の1980年シングル曲をカヴァー
3. BOMBER
4. ジュライ・モーニング : July Morning
  - ユーライア・ヒープ1971年アルバム『対自核』(Look at Yourself)収録曲のカヴァー

Record-2 SIDE A
1. マジック : Magic
  - ディック・セント・ニクラウス(DICK ST. NICKLAUS) 1979年シングルをカヴァー
2. ツイスト・ガール
3. HIDEKI DISCO SPECIAL
  - シングル「YOUNG MAN (Y.M.C.A.)」B面収録曲
4. GOOD-BY BLUE TRAIN
  - アルバム『BIG SUNSHINE/西城秀樹』収録曲
5. 俺たちの時代

Record-2 SIDE B
1. エンドレス・サマー
2. ホップ・ステップ・ジャンプ
3. YOUNG MAN (Y.M.C.A.)
4. アレイ・キャッツ
  - ダウン・タウン・ブギウギ・バンド  1978年アルバム『バック・ストリート』収録曲のカヴァー
  - 作詞：阿木燿子　作曲：宇崎竜童　編曲：ダウン・タウン・ブギウギ・バンド
5. トレビの泉
  - イ・サント・カリフォルニア(I Santo California、イタリアのバンド) 1974年デビュー曲「Torneró」をカヴァー
6. セイリング

## 復刻盤
- 1999年12月16日発売のCD『HIDEKI SUPER LIVE BOX』（6枚組）の中の3枚目（一部の楽曲が収録）
- 2023年11月24日発売、GOH HOTODAによるデジタルリマスタリング盤、Blu-spec CD2、紙ジャケット仕様